# Prečín
Prečín (ungarisch Soltészperecsény – bis 1907 Precsin) ist eine Gemeinde in der Nordwestslowakei mit 1561 Einwohnern (Stand 31. Dezember 2024) und gehört zum Okres Považská Bystrica, einem Kreis des Trenčiansky kraj.

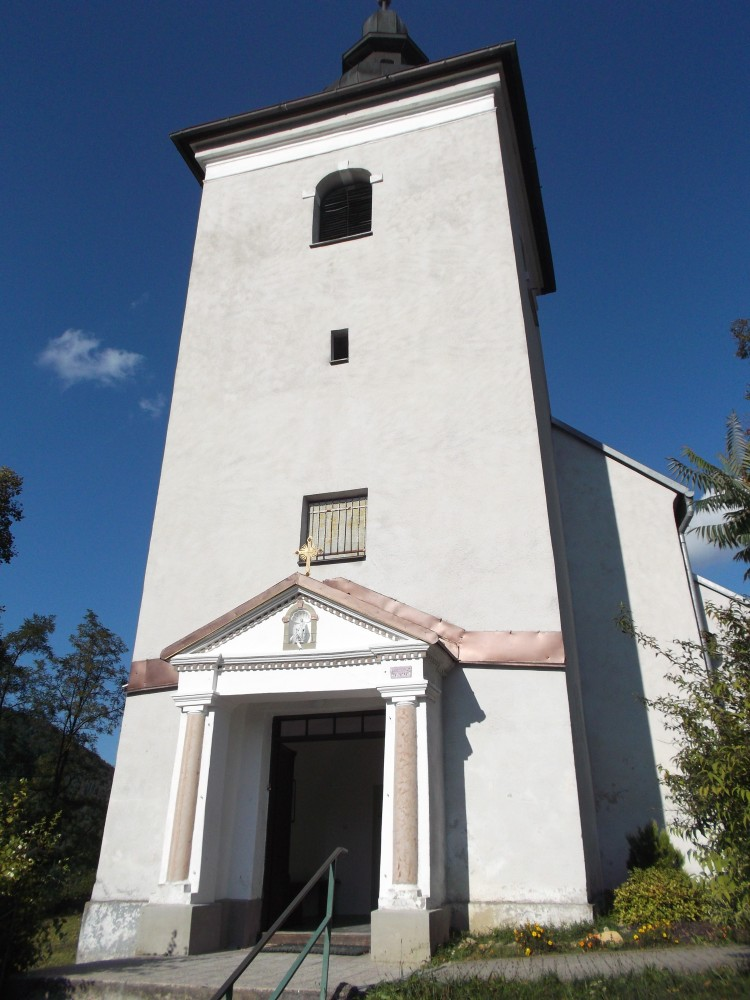

## Geographie
Die Gemeinde befindet sich inmitten des Gebirges Súľovské vrchy in Tal des Flüsschens Domanižanka (Flusssystem Waag) am Zusammenfluss mit der Bodianka. Das Ortszentrum liegt auf einer Höhe von 337 m n.m. und ist acht Kilometer von Považská Bystrica entfernt.
Neben dem Hauptort gehört seit 1979 der ehemalig selbständige Ort Zemianska Závada zur Gemeinde.
Nachbargemeinden sind Považská Bystrica im Westen und Norden, Bodiná im Nordosten, Veľká Čierna im Osten, Domaniža im Südosten und Süden sowie Počarová im Süden.

## Geschichte
Archäologische Untersuchungen beweisen Siedlungen der Hallstattzeit, Puchauer Kultur, Latènezeit, Römerzeit sowie aus der Zeit des Mährerreichs.
Der Ort wurde zum ersten Mal 1385 als Prichen schriftlich erwähnt und gehörte anfangs als Gut den Familien Perecsényi und Podmaniczky, später zum Herrschaftsgut von Waagbistritz. 1828 zählte man 45 Häuser und 437 Einwohner, die in der Forst- und Landwirtschaft beschäftigt waren.
Bis 1918 gehörten beide Orte im Komitat Trentschin zum Königreich Ungarn und kamen danach zur Tschechoslowakei beziehungsweise heute Slowakei.
Die heute wieder selbständigen Gemeinden Bodiná und Počarová waren 1979–1990 beziehungsweise 1976–1992 Ortsteile von Prečín.

## Bevölkerung
| Jahr                | 1994 | 2004     | 2014    | 2024    |
| ------------------- | ---- | -------- | ------- | ------- |
| Anzahl der Personen | 1261 | 1393     | 1440    | 1561    |
| Unterschied         |      | +10,46 % | +3,37 % | +8,40 % |

| Jahr                | 2023 | 2024    |
| ------------------- | ---- | ------- |
| Anzahl der Personen | 1555 | 1561    |
| Unterschied         |      | +0,38 % |

Nach der Volkszählung 2011 wohnten in Prečín 1401 Einwohner, davon 1311 Slowaken, zehn Tschechen und ein Ukrainer. 79 Einwohner machten keine Angabe. 1161 Einwohner bekannten sich zur römisch-katholischen Kirche, jeweils sieben Einwohner zur evangelischen Kirche A. B. sowie zur griechisch-katholischen Kirche und jeweils ein Einwohner zur apostolischen Kirche, zur evangelisch-methodistischen Kirche sowie zur kongregationalistischen Kirche; zwei Einwohner bekannten sich zu einer anderen Konfession. 92 Einwohner waren konfessionslos und bei 129 Einwohnern wurde die Konfession nicht ermittelt.

## Sehenswürdigkeiten
- römisch-katholische Kirche Mariä Geburt, ursprünglich gotisch, zuletzt im 18. Jahrhundert barock umgestaltet
- Kapelle im Barockstil aus dem Jahr 1758